# Solenobia wockeides
Solenobia wockeides är en fjärilsart som beskrevs av Embrik Strand 1929. Solenobia wockeides ingår i släktet Solenobia och familjen säckspinnare. Inga underarter finns listade i Catalogue of Life.